# Clint Capela
Clint N’Dumba Capela (n. 18 mai 1994, Geneva, Geneva, Elveția) este un baschetbalist elvețian care joacă pentru Houston Rockets în NBA. Acesta s-a născut la Geneva, părinții lui fiind din Angola și Republica Congo.